# 14 rue Lepelletier (Lille)
Le 14 rue Lepelletier à Lille, ville du département français du Nord en région Hauts-de-France, est composé d'un groupe de bâtiments hétéroclites situés sur une même parcelle cadastrale n°141.

## Description
Le groupe se compose de 2 bâtiments ainsi que d'un passage couvert donnant sur la rue Lepelletier.
Le passage couvert donnant sur la rue Lepelletier est situé sur la droite du bâtiment formant le numéro 16 de cette rue, le passage comprend un long couloir sur la droite ainsi qu'une vitrine d'exposition sur la gauche pour le magasin qui l'occupe actuellement.
À l'arrière, un couloir donne accès à une ancienne cour donnant sur 2 bâtiments. La cour et le couloir sont aujourd'hui recouverts d'une verrière.
Les 2 bâtiments donnant sur la cour sont antérieurs à la construction de l'immeuble situé au n°16, ils se composent de :
- un premier bâtiment au sud-ouest de style de style lillois à arcures.
- un second bâtiment au nord-est de style Renaissance.

Ces 2 bâtiments donnant sur la verrière présentent la particularité de ne plus posséder ni vitrage ni porte, à l'exception du 2e étage du bâtiment de style renaissance.

### Bâtiment de style Renaissance
Le bâtiment de style Renaissance situé au nord-est de la cour est composé de 4 travées.
La façade se compose au rez-de-chaussée d'un parement intégralement en grès dans lequel s'ouvrent 4 baies composées de gauche à droite d'une fenêtre, d'une porte et de 2 autres fenêtres. Les fenêtres sont à croisées, chacune comportant 1 meneau et 2 traverses entièrement en grès, ces fenêtres ainsi que la porte sont par ailleurs chacune surmontées par un fronton cintré.
Le 1er étage en brique rouge clair (brique de la Flandre lilloise) est percé de 4 fenêtres à croisées, chacune comportant 1 meneau et 1 traverse, ces fenêtres sont surmontées par un fronton triangulaire. Les meneaux, traverses et encadrements des fenêtres sont intégralement en pierre calcaire. Les fenêtres sont par ailleurs ornées d'un chaînage alternant brique et pierre calcaire.  Le coin sud du bâtiment est également orné d'un chaînage d'angle en besace.
Le 2e étage est un rajout plus récent composé d'une façade en brique percée de 3 fenêtres.
Ce bâtiment est avec la maison de Jean du Bosquiel le seul témoignage de cette forme d'architecture Renaissance à Lille. Il en existe d'autres exemples ailleurs en Flandre dont les Hôtels d'Abancourt et de Montmorency à Douai. Cependant le rez-de-chaussée entièrement recouvert en grès reste une particularité de ce style propre à la ville de Lille.

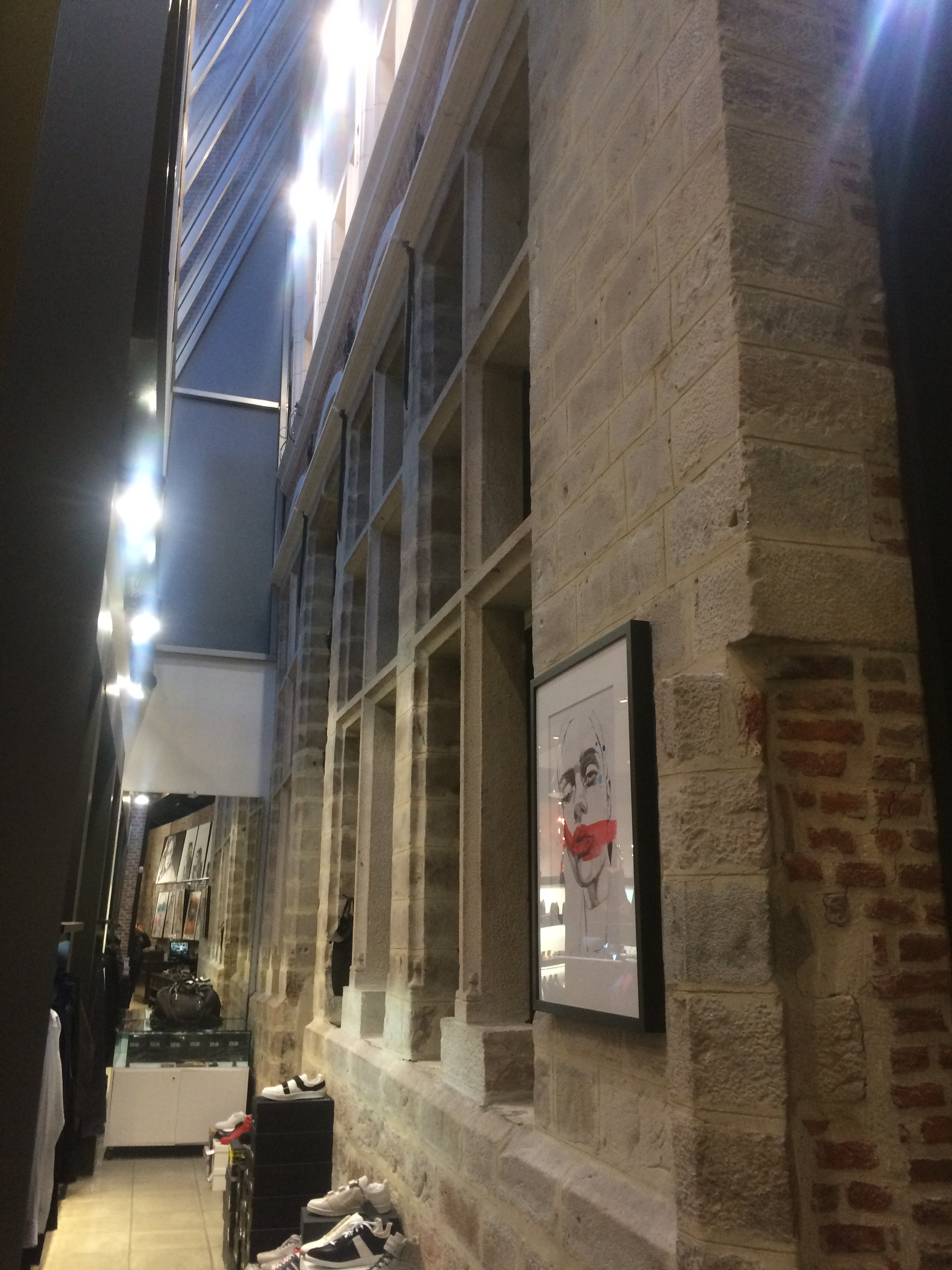
Vue du rez-de-chaussée du bâtiment.
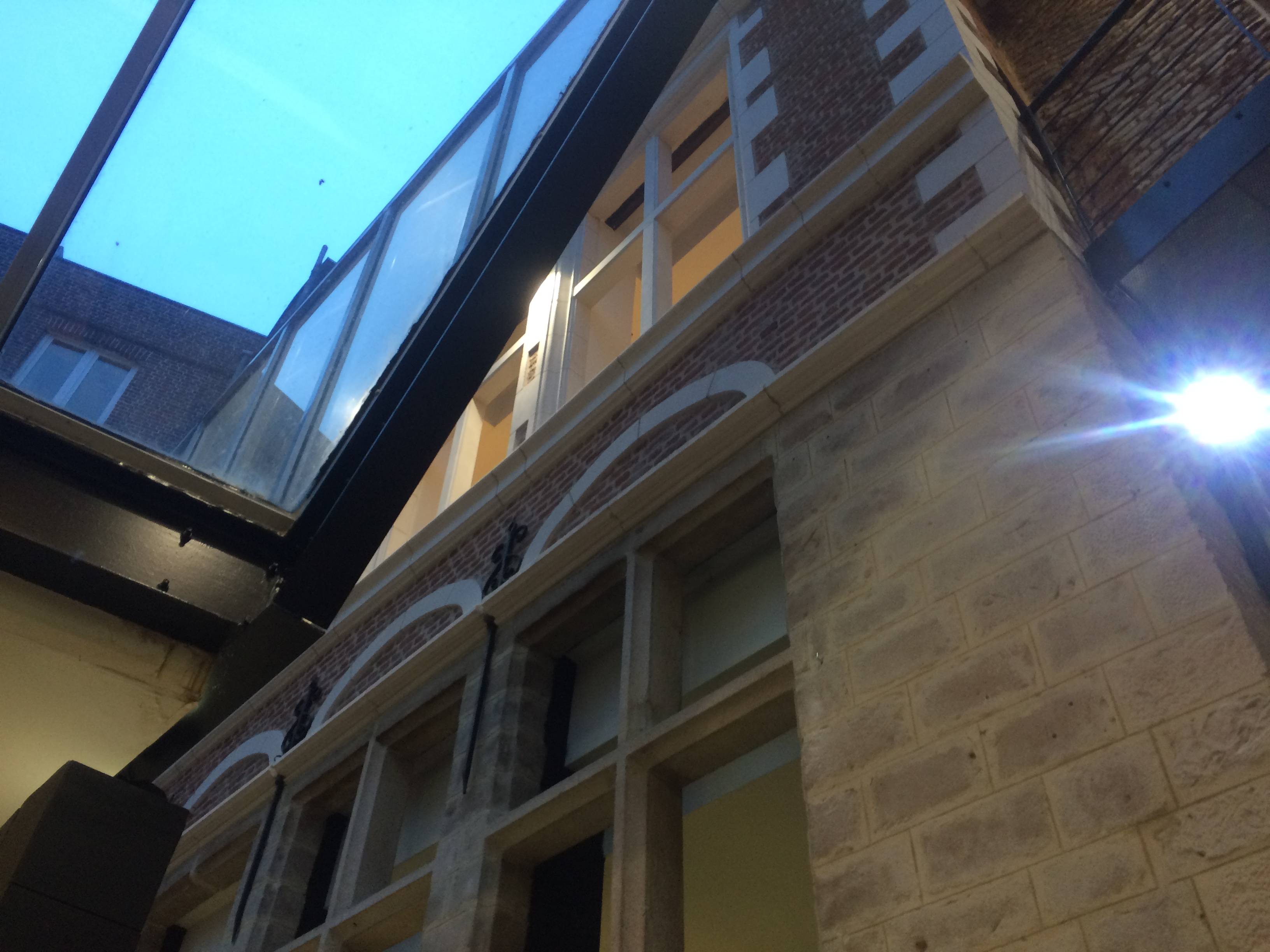
Vue des frontons cintrés du rez-de-chaussée et du 1er étage.

### Bâtiment de style lillois à arcures

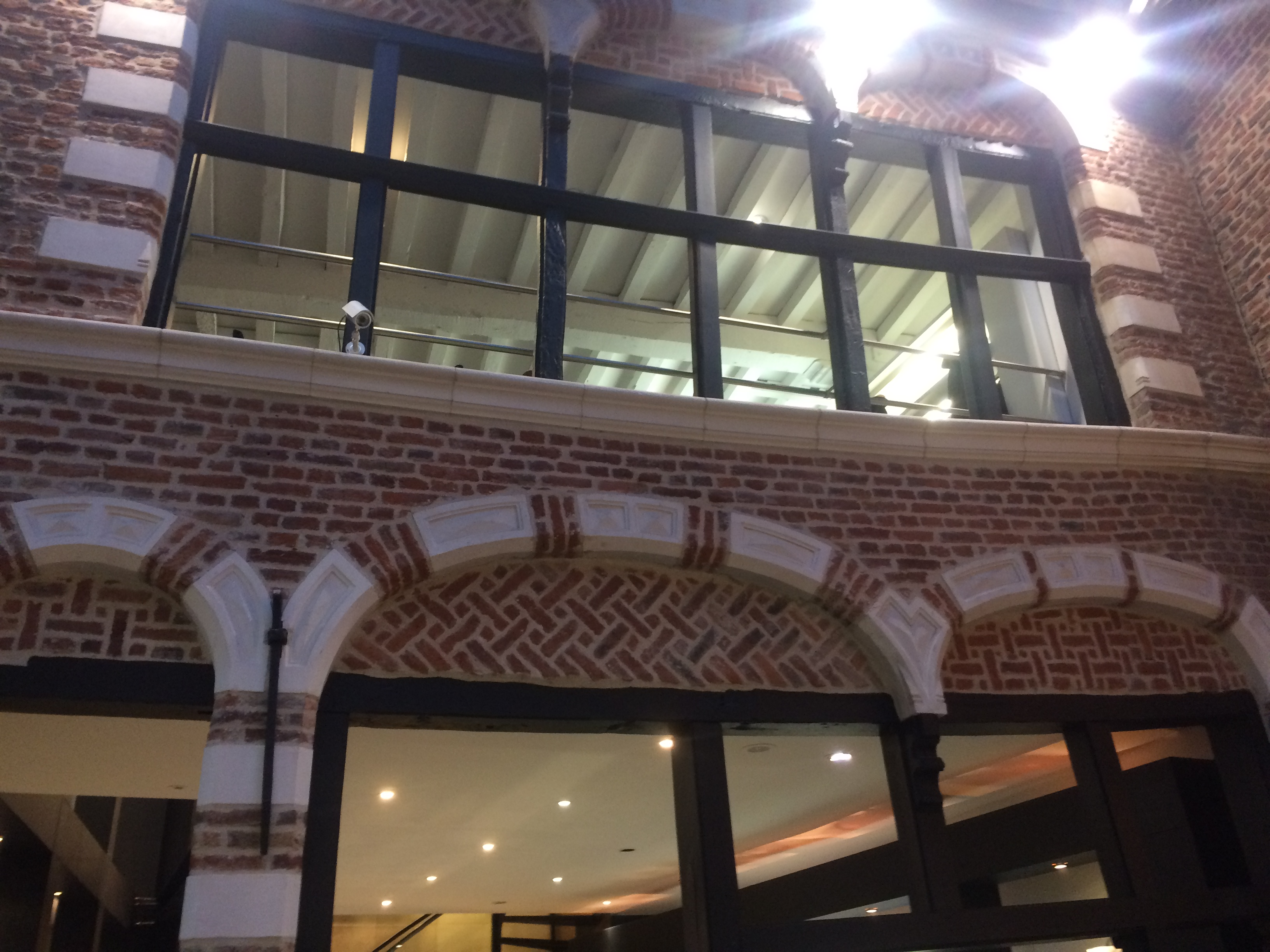
Vue de la façade du bâtiment.

Le second bâtiment situé au sud-ouest de la cour est de style lillois à arcures. Il présente sur sa façade nord (celle donnant sous la verrière) 2 étages percés de 3 baies chacun.
Le rez-de-chaussée est percé de 3 baies surmontées d'arcs en anse de panier typiques du style. La baie de gauche de faible largeur semble avoir autrefois servi de porte. Les 2 autres baies sur la droite de plus grande largeur semblent laisser supposer qu'elles accueillaient chacune 1 porte et 1 fenêtre à croisée dans la disposition typique du style.

Le 1er étage est percé de 3 baies de dimensions égales comprenant chacune 1 fenêtre à croisée comportant 1 meneau et 1 traverse.

## Usage actuel
L'ensemble du groupe de bâtiments formant le n°14 accueille aujourd'hui le magasin de luxe de prêt-à-porter Série Noire.